# STAND UP! (NoGoDの曲)
「STAND UP!」（スタンド・アップ）は、NoGoDのメジャー4枚目のシングル。2012年10月10日にキングレコードからリリースされた。

## 概要
前作「神風」から約1年ぶりにリリースされたメジャー4thシングル。限定プレス盤には「STAND UP!」のDVDが付属、通常盤には「奈落」が収録されている。
元々は同年2月の会場限定用として制作されたが、シングルの選曲会議にて満場一致でこの楽曲が選ばれた。2ndアルバム『現実』リリース後のライヴツアーで得たものが集約された楽曲となっている。「覚悟を決めて立ち上がれ」という強いメッセージを発した歌詞は、2011年3月の東日本大震災を風化させたくないという思いや暗いニュースが多い世相が反映されている。

## 収録曲

### 限定プレス盤
| 全作詞・作曲: NoGoD。 |               |       |            |      |
| #                     | タイトル      | 作詞  | 作曲・編曲 | 時間 |
| 1.                    | 「STAND UP!」 | NoGoD | NoGoD      | 3:37 |
| 2.                    | 「ハレルヤ」  | NoGoD | NoGoD      | 3:53 |

### 収録DVD
| #  | タイトル                    | 作詞 | 作曲・編曲 |
| -- | --------------------------- | ---- | ---------- |
| 1. | 「STAND UP!（Video Clip）」 |      |            |
| 2. | 「MAKING of STAND UP!」     |      |            |

### 通常盤
| 全作詞・作曲: NoGoD。 |               |       |            |      |
| #                     | タイトル      | 作詞  | 作曲・編曲 | 時間 |
| 1.                    | 「STAND UP!」 | NoGoD | NoGoD      | 3:37 |
| 2.                    | 「ハレルヤ」  | NoGoD | NoGoD      | 3:53 |
| 3.                    | 「奈落」      | NoGoD | NoGoD      | 3:38 |